# U-17-Fußball-Weltmeisterschaft der Frauen 2008/Gruppe C
Resultate der Gruppe C der U-17-Fußball-Weltmeisterschaft der Frauen 2008:
| Pl. | Land       | Sp. | S | U | N | Tore    | Diff. | Punkte |
| --- | ---------- | --- | - | - | - | ------- | ----- | ------ |
| 1.  | Japan      | 3   | 3 | 0 | 0 | 017:500 | +12   | 09     |
| 2.  | USA        | 3   | 1 | 1 | 1 | 006:500 | +1    | 04     |
| 3.  | Frankreich | 3   | 1 | 1 | 1 | 008:100 | −2    | 04     |
| 4.  | Paraguay   | 3   | 0 | 0 | 3 | 005:160 | −11   | 0      |

## Japan – USA 3:2 (1:1)
| Japan                                                             | Japan | USA | USA |
| ----------------------------------------------------------------- | --- | --- | --- |
| Japan                                                             | \| 30. Oktober 2008 um 0:00 Uhr (MESZ) in Hamilton (Waikato Stadium) \| \| Zuschauer: 4.816 \| \| Schiedsrichterin: Efthalia Mitsi ( Griechenland) \| | \| 30. Oktober 2008 um 0:00 Uhr (MESZ) in Hamilton (Waikato Stadium) \| \| Zuschauer: 4.816 \| \| Schiedsrichterin: Efthalia Mitsi ( Griechenland) \| | USA |
| Japan                                                             | Saki Nakamura - Kozue Chiba, Minori Chiba, Natsuki Kishikawa - Natsumi Kameoka, Chiaki Shimada (59. Yoko Tanaka), Yuko Takeyama, Yuiko Inoue (69. Kei Yoshioka) - Chinatsu Kira (90. Haruka Hamada), Mana Iwabuchi, Akane Saito Cheftrainer: Hiroshi Yoshida | Taylor Vancil - Amber Brooks , Cloee Colohan, Julia Roberts, Rachel Quon - Erika Tymrak (32. Elizabeth Eddy), Kristie Mewis, Samantha Mewis (86. Sam Johnson), Mandy Laddish (52. Olivia Klei) - Courtney Verloo, Vicki DiMartino Cheftrainer: Kazbek Tambi | USA |
| Japan                                                             | 1:1 Mana Iwabuchi (31.) 2:2 Natsumi Kameoka (68.) 3:2 Kei Yoshioka (74.) | 0:1 Vicki DiMartino (3.) 1:2 Kristie Mewis (51.) | USA |
| Japan                                                             | Mana Iwabuchi (90.+3') | Rachel Quon (70.) | USA |
| 30. Oktober 2008 um 0:00 Uhr (MESZ) in Hamilton (Waikato Stadium) | | |     |
| Zuschauer: 4.816                                                  | | |     |
| Schiedsrichterin: Efthalia Mitsi ( Griechenland)                  | | |     |

## Frankreich – Paraguay 6:2 (3:1)
| Frankreich                                                        | Frankreich | Paraguay | Paraguay |
| ----------------------------------------------------------------- | --- | --- | -------- |
| Frankreich                                                        | \| 30. Oktober 2008 um 3:00 Uhr (MESZ) in Hamilton (Waikato Stadium) \| \| Zuschauer: 5.016 \| \| Schiedsrichterin: Pannipar Kamnueng ( Thailand) \| | \| 30. Oktober 2008 um 3:00 Uhr (MESZ) in Hamilton (Waikato Stadium) \| \| Zuschauer: 5.016 \| \| Schiedsrichterin: Pannipar Kamnueng ( Thailand) \| | Paraguay |
| Frankreich                                                        | Laëtitia Philippe – Caroline La Villa, Annaïg Butel – Léa Rubio, Inès Jaurena, Charlotte Poulain (33. Camille Catala), Marina Makanza (46. Marine Augis), Rose Lavaud, Kelly Perdrizet - Pauline Crammer (78. Justine Dubois), Solène Barbance Cheftrainer: Gérard Sergent | Zulma Orue – Erika Rolon, Cris Mabel Flores, Noelia Cuevas (68. Paola Zalazar), Paola Genes – Jaqueline Gonzales, Ana Fleitas, Evelyn Armoa (22. Mara Talavera) - Rebeca Fernandez, Karen Ruiz Diaz (63. Melissa Parada), Gloria Esther Villamayor Cheftrainer: Carlos Baez | Paraguay |
| Frankreich                                                        | 1:0 Pauline Crammer (5.) 2:0 Pauline Crammer (12.) 3:0 Charlotte Poulain (17.) 4:1 Marine Augis (5.) 5:1 Pauline Crammer (12.) 6:1 Camille Catala (17.) | 3:1 Jaqueline Gonzales (45.) 6:2 Paola Genes (90.) | Paraguay |
| Frankreich                                                        | Anaïg Butel (23.), Léa Rubio (57.) | | Paraguay |
| Frankreich                                                        | Léa Rubio (68.) | | Paraguay |
| Frankreich                                                        | Jaqueline Gonzales (87.) | | Paraguay |
| 30. Oktober 2008 um 3:00 Uhr (MESZ) in Hamilton (Waikato Stadium) | | |          |
| Zuschauer: 5.016                                                  | | |          |
| Schiedsrichterin: Pannipar Kamnueng ( Thailand)                   | | |          |

## Paraguay – USA 1:3 (1:0)
| Paraguay                                                          | Paraguay | USA | USA |
| ----------------------------------------------------------------- | --- | --- | --- |
| Paraguay                                                          | \| 2. November 2008 um 1:00 Uhr (MESZ) in Hamilton (Waikato Stadium) \| \| Schiedsrichterin: Efthalia Mitsi ( Griechenland) \| | \| 2. November 2008 um 1:00 Uhr (MESZ) in Hamilton (Waikato Stadium) \| \| Schiedsrichterin: Efthalia Mitsi ( Griechenland) \| | USA |
| Paraguay                                                          | Zulma Orue – Cris Mabel Flores, Noelia Cuevas (65. Macarena Toledo), Paola Genes – Paola Zalazar, Jaqueline Gonzales, Ana Fleitas (88. Jaqueline Rivas), Evelyn Armoa, Mara Talavera - Rebeca Fernandez, Karen Ruiz Diaz (65. Melissa Parada), Gloria Villamayor Cheftrainer: Carlos Baez | Taylor Vancil - Lexi Harries, Crystal Dunn, Cloee Colohan - Kristie Mewis , Kate Bennet, Margan Brian, Elizabeth Eddy (78. Mandy Laddish), Olivia Klei - Sam Johnson (46. Courtney Verloo), Hayley Brock (46. Vicki DiMartino) Cheftrainer: Kazbek Tambi | USA |
| Paraguay                                                          | 1:0 Rebeca Fernandez (32.) | 1:1 Cris Mabel Flores (48., Eigentor) 1:2 Vicki DiMartino (77.) 1:3 Courtney Verloo (83.) | USA |
| Paraguay                                                          | Paola Genes (55.), Gloria Villamayor (89.) | Cloee Colohan (69.) | USA |
| 2. November 2008 um 1:00 Uhr (MESZ) in Hamilton (Waikato Stadium) | | |     |
| Schiedsrichterin: Efthalia Mitsi ( Griechenland)                  | | |     |

## Japan – Frankreich 7:1 (6:1)
| Japan                                                             | Japan | Frankreich | Frankreich |
| ----------------------------------------------------------------- | --- | --- | ---------- |
| Japan                                                             | \| 2. November 2008 um 4:00 Uhr (MESZ) in Hamilton (Waikato Stadium) \| \| Zuschauer: 4.115 \| \| Schiedsrichterin: Quetzalli Alvarado Godínez ( Mexiko) \| | \| 2. November 2008 um 4:00 Uhr (MESZ) in Hamilton (Waikato Stadium) \| \| Zuschauer: 4.115 \| \| Schiedsrichterin: Quetzalli Alvarado Godínez ( Mexiko) \| | Frankreich |
| Japan                                                             | Saki Nakamura - Kozue Chiba, Minori Chiba (64. Nagisa Okuda), Natsuki Kishikawa - Natsumi Kameoka, Chiaki Shimada, Yuko Takeyama, Yuiko Inoue - Chinatsu Kira (59. Saori Takahashi), Mana Iwabuchi (68. Haruka Hamada), Akane Saito Cheftrainerin: Hiroshi Yoshida | Laëtitia Philippe – Caroline La Villa, Annaïg Butel, Kelly Gadéa – Inès Jaurena, Rose Lavaud, Charlotte Poulain, Marina Makanza – Pauline Crammer (46. Camille Catala), Solène Barbance (46. Justine Dubois), Marine Augis (73. Kelly Perdrizet) Cheftrainer: Gérard Sergent | Frankreich |
| Japan                                                             | 1:0 Yuiko Inoue (11.) 2:1 Natsuki Kishikawa (21., Foulelfmeter) 3:1 Chinatsu Kira (26.) 4:1 Chinatsu Kira (27.) 5:1 Chinatsu Kira (34.) 6:1 Chiaki Shimada (38.) 7:1 Natsuki Kishikawa (57.)                                                                       | 1:1 Marine Augis (16.) | Frankreich |
| 2. November 2008 um 4:00 Uhr (MESZ) in Hamilton (Waikato Stadium) | | |            |
| Zuschauer: 4.115                                                  | | |            |
| Schiedsrichterin: Quetzalli Alvarado Godínez ( Mexiko)            | | |            |

## Paraguay – Japan 2:7 (1:3)
| Paraguay                                                                      | Paraguay | Japan | Japan |
| ----------------------------------------------------------------------------- | --- | --- | ----- |
| Paraguay                                                                      | \| 5. November 2007 um 4:00 Uhr (MESZ) in Christchurch (Queen Elizabeth II Park) \| \| Schiedsrichterin: Cristina Dorcioman ( Rumänien) \| | \| 5. November 2007 um 4:00 Uhr (MESZ) in Christchurch (Queen Elizabeth II Park) \| \| Schiedsrichterin: Cristina Dorcioman ( Rumänien) \| | Japan |
| Paraguay                                                                      | Zulma Orue (57. Sara Torres) – Paola Genes, Raquel Carreras – Jaqueline Gonzales , Paola Zalazar, Ana Fleitas, Evelyn Armoa, Maria Toledo (52. Melissa Parada), Mara Talavera (35. Noelia Cuevas) – Rebeca Fernandez, Gloria Villamayor Cheftrainerin: Carlos Baez | Sakiko Ikeda (81. Ayaka Saitoh) - Minori Chiba, Nagisa Okuda (63. Kozue Chiba), Natsuki Kishikawa , Minami Ishida, Marika Ohshima - Takako Sugiyama (73. Yuiko Inoue), Saori Takahashi, Haruka Hamada, Yoko Tanaka - Kei Yoshioka Cheftrainerin: Hiroshi Yoshida | Japan |
| Paraguay                                                                      | 1:0 Jaqueline Gonzales (20.) 2:4 Gloria Villamayor (55.) | 1:1 Natsuki Kishikawa (36., Foulelfmeter) 1:2 Marika Ohshima (40.) 1:3 Haruka Hamada (43.) 1:4 Haruka Hamada (52.) 2:5 Natsuki Kishikawa (73.) 2:6 Saori Takahashi (83.) 2:7 Saori Takahashi (89.)                                                               | Japan |
| Paraguay                                                                      | Paola Genes (64.) | Minori Chiba (18.) | Japan |
| Paraguay                                                                      | Paola Genes (71.) | | Japan |
| 5. November 2007 um 4:00 Uhr (MESZ) in Christchurch (Queen Elizabeth II Park) | | |       |
| Schiedsrichterin: Cristina Dorcioman ( Rumänien)                              | | |       |

## USA – Frankreich 1:1 (0:0)
| USA                                                                     | USA | Frankreich | Frankreich |
| ----------------------------------------------------------------------- | --- | --- | ---------- |
| USA                                                                     | \| 4. November 2008 um 4:00 Uhr (MESZ) in Auckland (North Harbour Stadium) \| \| Schiedsrichterin: Silvia Reyes Juárez ( Peru) \| | \| 4. November 2008 um 4:00 Uhr (MESZ) in Auckland (North Harbour Stadium) \| \| Schiedsrichterin: Silvia Reyes Juárez ( Peru) \| | Frankreich |
| USA                                                                     | Taylor Vancil - Amber Brooks , Crystal Dunn, Cloee Colohan, Julia Roberts (90. Lexi Harries), Rachel Quon - Kristie Mewis (85. Sam Johnson), Elizabeth Eddy (35. Samantha Mewis), Olivia Klei - Courtney Verloo, Vicki DiMartino Cheftrainer: Kazbek Tambi | Laëtitia Philippe – Caroline La Villa, Annaïg Butel – Léa Rubio, Inès Jaurena, Rose Lavaud, Charlotte Poulain, Camille Catala (46. Marina Makanza) – Pauline Crammer, Solène Barbance (90. Kelly Gadéa), Marine Augis Cheftrainer: Gérard Sergent | Frankreich |
| USA                                                                     | 1:0 Vicki DiMartino (57.) | 1:1 Léa Rubio (72.) | Frankreich |
| 4. November 2008 um 4:00 Uhr (MESZ) in Auckland (North Harbour Stadium) | | |            |
| Schiedsrichterin: Silvia Reyes Juárez ( Peru)                           | | |            |